# Scytalium martensii
Scytalium martensii is een Pennatulaceasoort uit de familie van de Virgulariidae. De wetenschappelijke naam van de soort is voor het eerst geldig gepubliceerd in 1870 door Kölliker.